# Despistaos
Despistaos é uma banda espanhola de pop-rock, formada em 2002 na cidade de Guadalajara, Espanha.

## História

### Inícios e primeiros álbuns
O grupo formou-se em 2002 com dois membros, Dani Marco (voz) e Isma (baixo). O primeiro já tinha passado por bandas de La Alcarria como "Tifón" ou "Zero". Posteriormente unem-se à banda More (guitarra) e Anono (bateria). Em 2003 é lançado o primeiro álbum, produzido por Dani Marco, Despistaos, com canções predominantemente de rock urbano. Este álbum conta com numerosas colaborações, entre elas a de Iker Piedrafita (Dikers).
Enquanto se preparava o segundo álbum, une-se à banda Krespo e há uma primeira mudança na bateria, de Anono por El Canario. ¿Y a ti que te importa? é lançado no mercado a 14 de junho de 2004, sendo que desta vez conta com menos influência de rock urbano e com um estilo mais pop-rock.
Durante a gravação do seu terceiro álbum, Lejos, El Canario deixa a banda, sendo substituído por Iñigo Iribarne (anterior bateria de Belén Arjona). O seu terceiro trabalho foi colocado à venda em 2006, com colaborações de Fito Cabrales em Es importante e Albertucho em Migas de Pan.

### Vivir al revése primeira recompilação
O seu quarto álbum, Vivir al revés, foi lançado em setembro de 2007 e produzido por Jesús N. Gómez, com colaborações de Kutxi Romero (Marea), Rulo (La Fuga) ou Huecco. Deste álbum surgiram dois singles, "Cada dos minutos" e "Los zapatos de un payaso". Em 2009 foi reeditada a canção "Te ofrezco mi corazón", do ciber-autor AnGar (Ángel Gargon), e interpretada para a série de televisão Física o Química. Um tema composto por Dany Marco (Despistaos) e Takato (Mauricio Tagua), integrante e líder do grupo musical KAROOL. Essa canção bateu recordes na América Latina. O quinto álbum, Lo que hemos vivido, inclui novas versões dos seus temas mais conhecidos e alguns novos. Conta, ainda, com colaborações como as de Kutxi Romero (Marea) e Rulo (La Fuga) em "Cada dos minutos", Dani (El Canto del Loco) em "Hasta que pase la tormenta", Iker (Dikers) em "Nada de que hablar", Brigi (Koma) em "El único espectador" e María (vencedora do Factor X) e Georgina em "El Silencio".
No dia 12 de dezembro de 2008 receberam o prémio de melhor artista revelação, entregue durante a gala dos "Premios 40 Principales".

### 2010-presente
Em 2010 é lançado um novo álbum, Cuando empieza lo mejor, com treze novas canções e com colaborações de Jorge (Maldita Nerea) e Pablo (Lagarto Amarillo).
A 13 de outubro de 2011, a banda faz uso das novas tecnologias para dar o seu primeiro concerto on-line, através da plataforma eMe.
A 7 de fevereiro de 2012 foi lançado um CD+DVD em formato acústico, com as suas canções mais conhecidas e dois novos temas: "Los días contados" e "Todos para una". No álbum há colaborações de María Villalón e Dani Martín.

## Membros

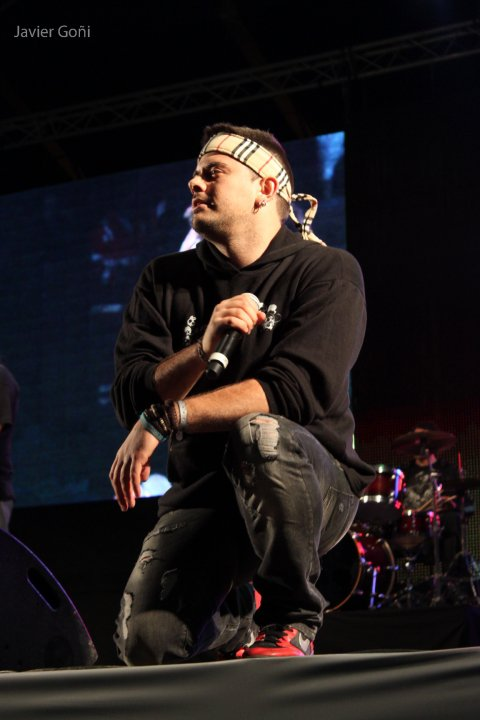
Dani Marco, vocalista da banda.

- Daniel Marco Varela - voz e guitarra (2002-presente)
- Isma - baixo (2002-presente)
- Krespo - guitarra solista (2004-presente)
- More - guitarra rítmica (2002-presente)
- Lázaro - bateria (2010-presente)

## Ex-membros
- Anono - bateria (2002-2004)
- El Canario - bateria (2005-2006)
- Iñigo Iribarne - bateria (2006-2010)

## Discografia
| Ano  | Álbuns                      | Singles                                                      |
| ---- | --------------------------- | ------------------------------------------------------------ |
| 2003 | Despistaos                  | Balas De Plata                                               |
| 2004 | ¿Y A Ti Qué Te Importa?     | Ruido, Estoy Aquí, A La Luz De Tus Piernas                   |
| 2006 | Lejos                       | 137 Horas , Es Importante                                    |
| 2007 | Vivir Al Revés              | Cada Dos Minutos, Los Zapatos De Un Payaso, Cuando Lloras    |
| 2009 | Lo Que Hemos Vivido         | Física o Química, Hasta Que Pase La Tormenta, Embrujada      |
| 2010 | Cuando Empieza Lo Mejor     | Gracias, Desde Que Nos Estamos Dejando, Dibujando Primaveras |
| 2012 | Los Días Contados (Ao Vivo) | Los Días Contados, Soportales                                |
| 2013 | Las Cosas En Su Sitio       | Hoy, Kansas City, Como Antes                                 |
| 2018 | Lo contrario de ninguno     | Lo contrario de ninguno                                      |